# Stone Town
Stone Town (Swahili: Mji Mkongwe) is het oude centrum van Zanzibar-stad, de hoofdstad van het eiland Zanzibar in Tanzania. Tot aan de 19e eeuw was het een belangrijk handelscentrum voor kruidnagels en de Arabische slavenhandel. Stone Town staat sinds 2000 op de Werelderfgoedlijst.
De oude stad is gebouwd op een driehoekig schiereiland aan een natuurlijke haven aan de westelijke zijde van het eiland. De stad bestaat uit een wirwar van kleine, smalle straatjes met huizen, winkels, bazaars, hamams en moskeeën. De architectuur is een combinatie van Arabische, Perzische, Indische en Europese.
De naam Stone Town verwijst naar de vele gebouwen die zijn opgetrokken uit kalksteen dat gewonnen werd uit de omliggende koraalriffen. Hierdoor zijn de gebouwen wit met rood. Er werd overigens pas sinds 1830 steen gebruikt. Omdat de straten in de regentijd blank komen te staan hebben de oude gebouwen vaak een stoep die een baraza wordt genoemd. De Arabische huizen zijn het meest herkenbaar door de grote houten deuren en balustrades met gedetailleerd houtsnijwerk. Omdat de straten te smal zijn voor auto's vindt het transport plaats te voet, per fiets of bromfiets. Langs de noordelijke waterkant staan een aantal grotere gebouwen. Hier is ook de haven waar de veerboot uit Dar es Salaam aanlegt. In de stad staat een fort waar elk jaar het Zanzibar International Film Festival wordt gehouden.

## Geschiedenis
Tot aan 1503 behoorde Zanzibar tot het Sultanaat van Kilwa Kisiwani. Daarna werd het een Portugese kolonie. De Portugezen begonnen met de bouw van het fort. Tegen het einde van de 17e eeuw namen de Omani's geleidelijk het gezag over en werd het eiland onderdeel van het sultanaat Oman, dat de hele Swahilikust onder controle had. In 1840 werd Stone Town de hoofdstad van Oman. In deze tijd werden een aantal grote gebouwen in de stad gebouwd. In 1866 verbleef David Livingstone in de stad om zich voor te bereiden op een van zijn expedities. Steeds meer migranten uit India, Oman en China vestigden zich in Stone Town wat tot gevolg had dat er gebouwen in verschillende stijlen werden neergezet.
In 1890 sloten het Duitse Keizerrijk en het Verenigd Koninkrijk het Zanzibarverdrag waardoor Zanzibar een Brits protectoraat werd. Na een opstand in 1896 werd het paleis door de Britten vanaf zee beschoten. De sultan gaf zich al na 38 minuten over waardoor deze slag, de Engels-Zanzibarese Oorlog, de geschiedenis in zou gaan als de kortste oorlog ooit.

## Bezienswaardigheden

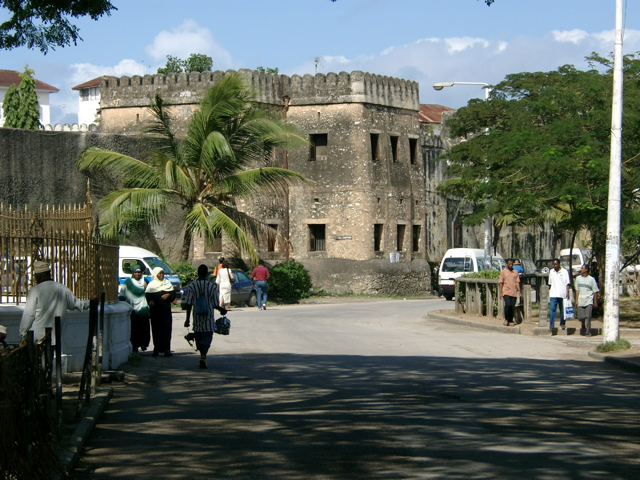
Het fort

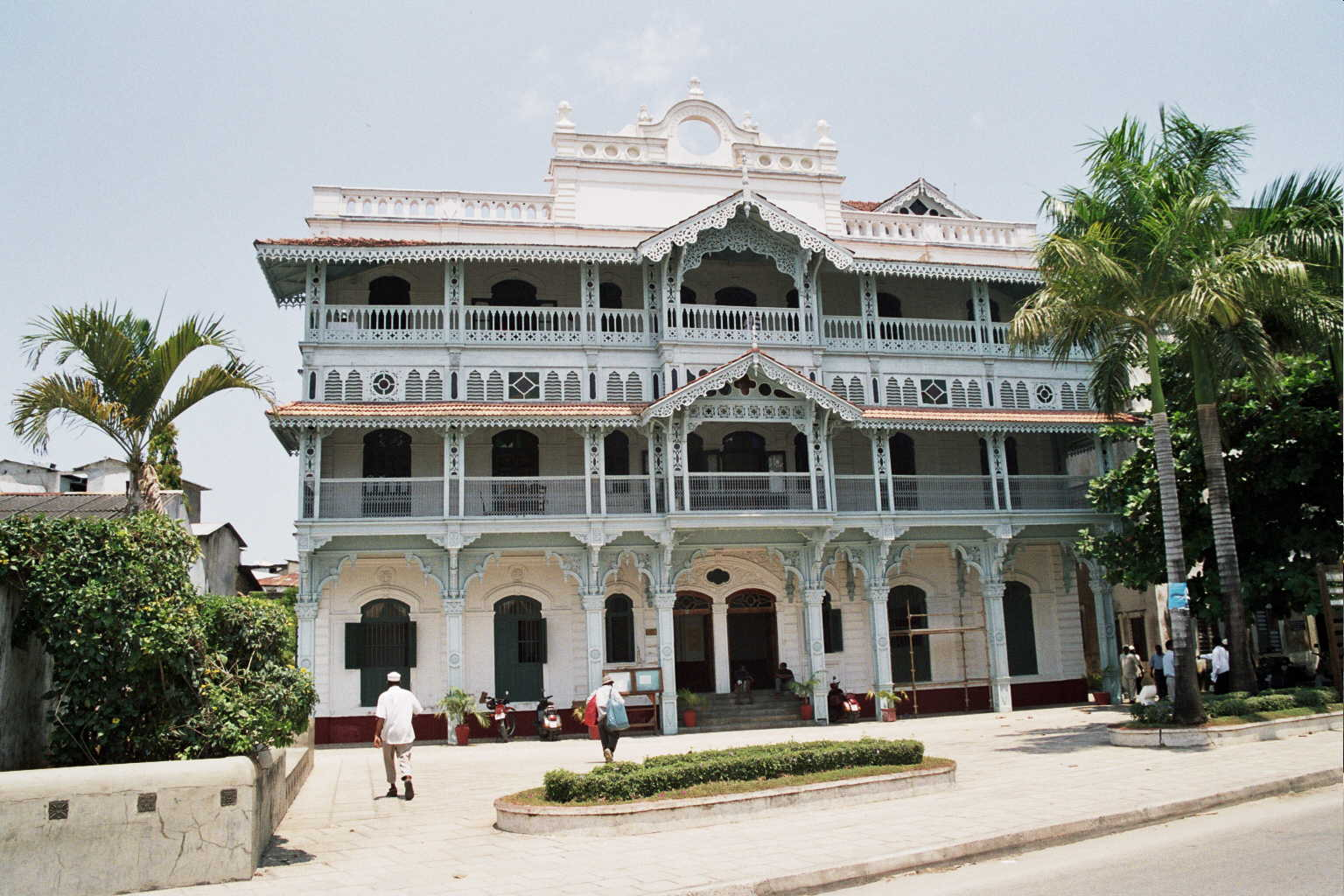
De oude apotheek.

De bezienswaardigheden staan grotendeels langs de noordkant aan het water.
- Het Wonderpaleis (Beit-al-Ajaib of House of Wonders) is het grootste gebouw van de stad en was tot 2015 een museum. Vanwege instortingsgevaar is het museum daarna gesloten. Het is een van de zes paleizen die destijds gebouwd werden in opdracht van Sayyid Barghash bin Said Al-Busaid, de tweede sultan van Zanzibar. Het werd gebouwd in 1883 en moest symbool staan voor de technologische vooruitgang van het land. Het was het eerste gebouw op Zanzibar dat elektriciteit had en had de eerste lift van Oost-Afrika. De veranda's worden ondersteund door gietijzeren pilaren. De hoofdingang was groot genoeg voor de sultan om op de rug van een olifant naar binnen te rijden. In 1897 werd een klokkentoren toegevoegd. Sinds 2000 is het een museum over de geschiedenis en cultuur van Zanzibar en de Swahilikust.
- Het fort (Ngome Kongwe), staat naast het Wonderpaleis. Het werd gebouwd in de 17e eeuw. Het bestaat uit een vierkant ommuurd terrein met kantelen. Het gebouw heeft gediend als gevangenis en als kazerne. Tegenwoordig is er een amfitheater ingericht waar elk jaar het Zanzibar International Film Festival wordt gehouden en het Sauti za Busara, een Afrikaans muziekfestival.
- Het paleis van de sultan (Beit el-Sahel) werd tijdens de Engels-Zanzibarese Oorlog grotendeels vernietigd en later in bescheidener vorm weer herbouwd. Het is nu een museum gewijd aan de sultans van Zanzibar. Er is een kleine permanente tentoonstelling over Sayyida Salme, een prinses die in 1866 wegliep met een Duitse echtgenoot en schrijfster werd.
- De oude apotheek (Ithnashiri Dispensary) werd in tegen het eind van de negentiende eeuw gebouwd. Het is een neoclassicistisch gebouw met gebrandschilderd glas, stucwerk, houtgesneden veranda's en Indiase kenmerken.
- De Anglicaanse kathedraal (Kathedraal van Christus) werd gebouwd van 1873 tot 1883 op de plek waar eerst de grootste slavenmarkt was. Naast de kerk is een slavernijmonument te vinden. Tegenover het plein staat een gebouw waar vroeger slaven gevangen werden gehouden voordat ze verhandeld werden.
- De katholieke Sint-Jozefkathedraal werd gebouwd door Franse missionarissen tussen 1893 en 1898. Deze blijkt ondanks dat het een hoog gebouw is toch vaak moeilijk te vinden in de steegjes van de stad.
- Het Forodhani Park is een klein park aan de noordkant van de stad tussen de belangrijkste bezienswaardigheden. Vooral tegen de avond is het hier druk en worden er allerlei gerechten uit de lokale keuken verkocht. Zowel toeristen als de lokale bevolking komen hier dan naartoe om te eten.

## Geboren
- Tippo Tip (1837-1905), Arabische slavenhandelaar
- Freddie Mercury (1946-1991), Britse zanger van de band Queen

- Library of Congress Control Number: n84165439
- MusicBrainz: 71b1aedf-a1ad-4eb6-83a0-57134c8b34e2
- Nationale Bibliotheek van Israël: 987007555193405171
- Virtual International Authority File: 144299608

Nationaal park Kilimanjaro · Ruïnes van Kilwa Kisiwani en ruïnes van Songo Mnara · Beschermd gebied van Ngorongoro · Rotsschilderingen van Kondoa · Wildreservaat Selous · Nationaal park Serengeti · Stone Town van Zanzibar